# 富爾頓維爾 (紐約州)
富爾頓維爾（英語：Fultonville）是位於美國紐約州蒙哥馬利縣的村。

## 人口
根據2020年美國人口普查的數據，富爾頓維爾的面積為1.35平方千米，當中陸地面積為1.24平方千米，而水域面積為0.11平方千米。當地共有人口742人，而人口密度為每平方千米550人。